# جهمیه

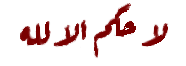
عبارت عربی فرقه محکمه از صدر اسلام، اجداد اباضیه، که می‌گفتند: «لا حکم الا لله»، یعنی هیچ حکمی جز برای خدا نیست. این شعار کسانی بود که با انتخاب حکمیت علی بن ابی طالب با معاویه در طول جنگ صفین مخالفت کردند - آنها معتقد بودند که او برخلاف آنچه که آنها به عنوان دستور صریح قرآن برای جنگ با شورشیان تا توبه آنها می‌دانستند، عمل کرده است.

جهمیّه مکتبی کلامی در اسلام بود که توسط جهم بن صفوان پایه‌گذاری شد و در قرن سوم و چهارم هجری فرقهٔ مطرحی بود ولی به تدریج به زوال رفت. از جهم یا پیروان او متنی باقی نمانده و اطلاعات در مورد این مکتب از مخالفان‌شان به دست می‌آید.
عقاید مختلفی را به جهمیه نسبت داده‌اند:
1. جهم به جبر معتقد بود و در جهان، فاعلی جز خدا نمی‌دید.
2. همانند مرجئه، او ایمان را به معرفت و قلب می‌دانست، نه به اقرار و عمل. او کفر را صرفاً جهل به خدا می‌دانست.
3. او علم خدا را غیر خدا می‌دانست و نسبت‌دادن بسیاری از صفات به خدا را جائز نمی‌دانست. او تشبیه را در مورد خدا نفی می‌کرد و شناخت ذات خدا را ممکن نمی‌دانست. در نتیجه مخالفانش او را قائل به تعطیل می‌دانستند.
4. قرآن را خلق‌شده می‌دانست.
5. او رویت خدا را نفی می‌کرد و برخلاف بسیاری بهشت و جهنم را نیز جاودان نمی‌دانست.
6. او شفاعت را قبول نداشت و دربارهٔ امامت و حکومت، به امامت هرکسی که به کتاب و سنت دانا باشد و بر حکومت اقدام کرده و مردم بر او اجماع کنند اعتقاد داشت.

از قرن سوم به بعد، ردّیه‌های متعددی بر جهمیه نوشته شد، از آن جمله ردّیه‌های توسط احمد بن حنبل، ابن قتیبه، محمد بخاری (در صحیح بخاری)، ابن تیمیه، و ابن قیم الجوزیه.